# Bruce Bickford
Bruce Bickford, född 11 februari 1947 i Seattle, Washington, död 28 april 2019, var en amerikansk leranimatör och filmskapare. Han samarbetade med Frank Zappa mellan 1974 och 1980. Tillsammans gjorde de filmerna Baby Snakes och The Amazing Mr. Bickford.